# Hauptstraße 32 (Oerlinghausen)
Das ehemalige Amtsgericht Oerlinghausen (1879 bis 1979) und ehemalige Amtshaus Oerlinghausen (ab 1839) ist ein unter Denkmalschutz stehendes Verwaltungs- und Wohngebäude in der Stadt Oerlinghausen im Kreis Lippe (Nordrhein-Westfalen). Das Gebäude ist mit der Nummer 25 als Baudenkmal in die städtische Denkmalliste eingetragen.

## Geschichte
Das Gebäude wurde in den Jahren 1829 bis 1838 als Amtshaus des Amtes Oerlinghausen im ehemaligen Pfarrgarten geplant. In dem Bau war in der rechten Gebäudehälfte im Erdgeschoss und im gesamten Obergeschoss die Wohnung des Amtmanns sowie in der linken Hälfte im Erdgeschoss die Amtsstube untergebracht. Zuvor befand das Amtshaus auf der gegenüberliegenden Seite der Straße (heutiges Haus Nr. 9), dort wurde zunächst ein Erweiterungsbau diskutiert. Wegen des feuchten Standorts wurde dann ab 1835 von der fürstlichen Rentkammer die Pläne bei Ferdinand Wilhelm Brune für den Neubau an der heutigen Stelle in Auftrag gegeben. Auch nach dem Tod des bisherigen Amtsmanns Plage wurde der Bau unter dem neuen Amtmann Carl Theodor Heldman weiter vorangetrieben. An den Planungen war auch der Gehilfe Brunes Ferdinand Ludwig August Merckel beteiligt. Heldman hielt die ursprüngliche Planung für zu klein. Er holte einen weiteren Entwurf von Baukommissar Overbeck aus Lemgo ein. Zu diesem äußerte sich Brune in einem 47 Seiten langen Schreiben. Nach ausführlichen Diskussionen über die Größe des Baues wurden schließlich am 2. Juni 1838 die Pläne von Fürst Leopold genehmigt. Für die Verbreiterung des Gebäudes um 3 Fuß musste ein Streifen Land vom angrenzenden Gastwirt Nagel für 68 Taler gekauft werden. Das Gebäude wurde dann 1838 bis 1839 gebaut. Die Baukosten wurden mit 4820 Talern festgestellt.
Ab 1879 wurde das Gebäude bis 1979 vom Amtsgericht Oerlinghausen genutzt.

## Beschreibung
Das traufständige Haus hat eine symmetrische spätklassizistische Fassadengliederung mit aufgeputzter Quaderung und zentraler Freitreppe. Die Breite beträgt 22,98 Meter, die Tiefe 11,99 Meter.